# Shannon Hills
Shannon Hills est une ville située dans l’État américain de l'Arkansas, dans le comté de Saline.